# Pont Atlas
De Pont Atlas (of Pont Atlas V) is een verkeersbrug over de Maas in de Belgische stad Luik ter hoogte van de wijk Droixhe. De eerste brug op deze plaats, bekend onder de naam pont de Coronmeuse, werd in 1930 in gebruik genomen. De brug was toen een onderdeel van de wereldtentoonstelling, die in Luik werd gehouden. In het begin van de Tweede Wereldoorlog werd de brug grotendeels verwoest.
De nieuwe brug werd in 1947 in gebruik genomen en overspant het Afwateringskanaal, de Maas en het Kanaal Luik-Maastricht, later Albertkanaal. De totale lengte is 315 meter.
De brug is genoemd naar de Atlas V, een boot die in januari 1917, tijdens de Eerste Wereldoorlog, 107 personen via de Maas over de grens naar Nederland smokkelde.